# Café Zimmermann (zespół muzyczny)
Café Zimmermann – francuski zespół muzyczny, wykonujący muzykę barokową i klasycystyczną. Grupa została utworzona w 1998 roku w Rouen przez Céline Frisch i Pablo Valetti. W skład zespołu wchodzi pięć instrumentów smyczkowych, klawesyn oraz w razie potrzeby inne instrumenty.
Nazwa pochodzi od lipskiej kawiarni Café Zimmermann, w której w XVIII wieku koncerty dawało Collegium Musicum pod batutą Johanna Sebastiana Bacha.

## Dyskografia
- Concerts avec plusieurs instruments - muzyka orkiestrowa Bacha. Nagranie składa się z 6 płyt, ostatnia zaplanowana jest na rok 2010.
- Cantates profanes - kantaty świeckie Bacha. Nagranie z udziałem Gustava Leonhardta ma ukazać się w listopadzie 2007.